# Afghanicenus
Afghanicenus is een kevergeslacht uit de familie van de boktorren (Cerambycidae). De wetenschappelijke naam van het geslacht werd voor het eerst geldig gepubliceerd in 1941 door Heyrovský.

## Soorten
Afghanicenus omvat de volgende soorten:
- Afghanicenus aulicus Holzschuh, 1981
- Afghanicenus dreesi Tippmann, 1958
- Afghanicenus nuristanicus (Heyrovský, 1936)